# Goya 2019
Die 33. Verleihung des Goya fand am 2. Februar 2019 im Palacio de Congresos y Exposiciones (Fibes) in Sevilla statt. Der wichtigste spanische Filmpreis wurde in 28 Kategorien vergeben. Moderiert wurde die Veranstaltung von Andreu Buenafuente und Silvia Abril.

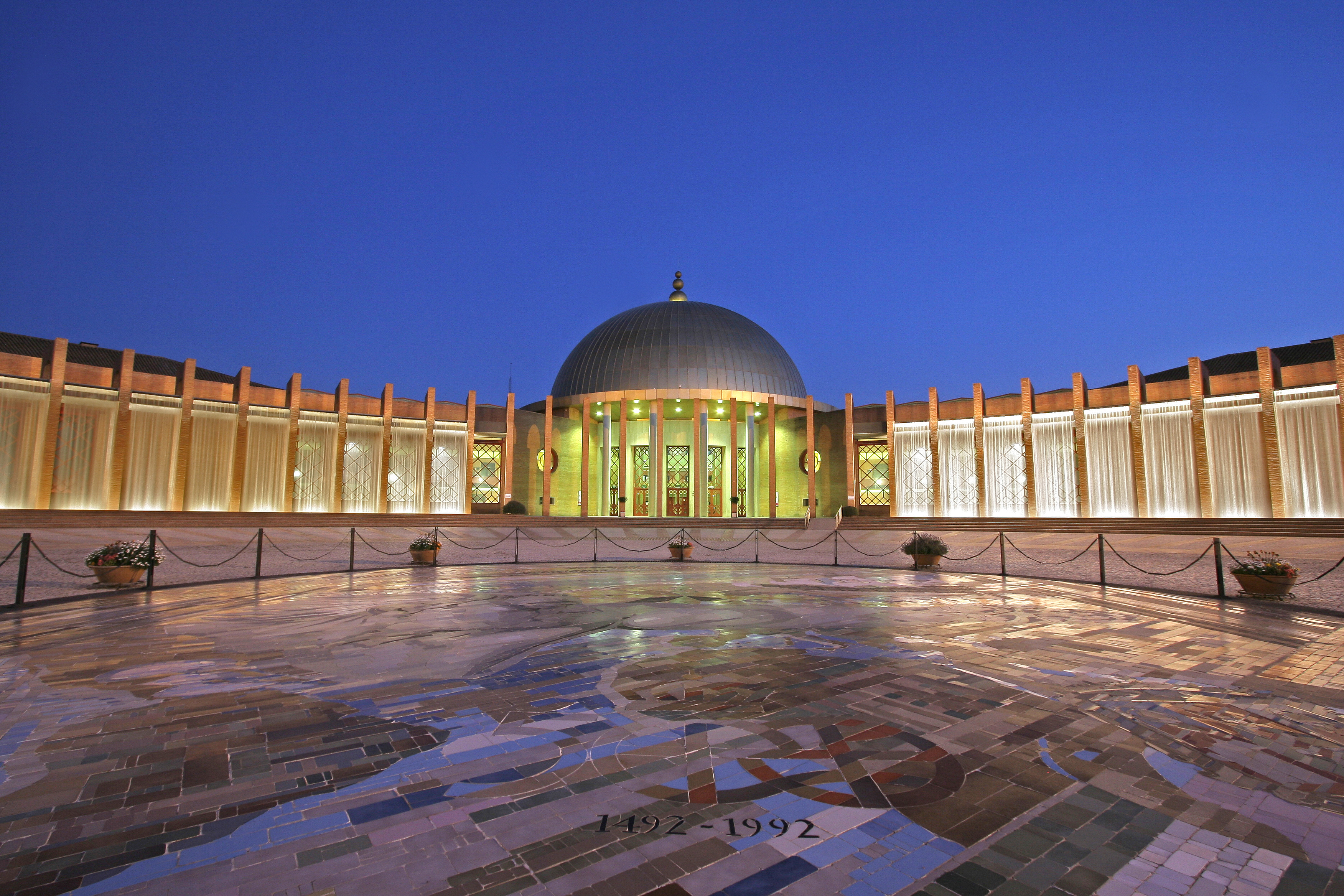
Der Palacio de Congresos y Exposiciones in Sevilla, der Veranstaltungsort der Verleihung

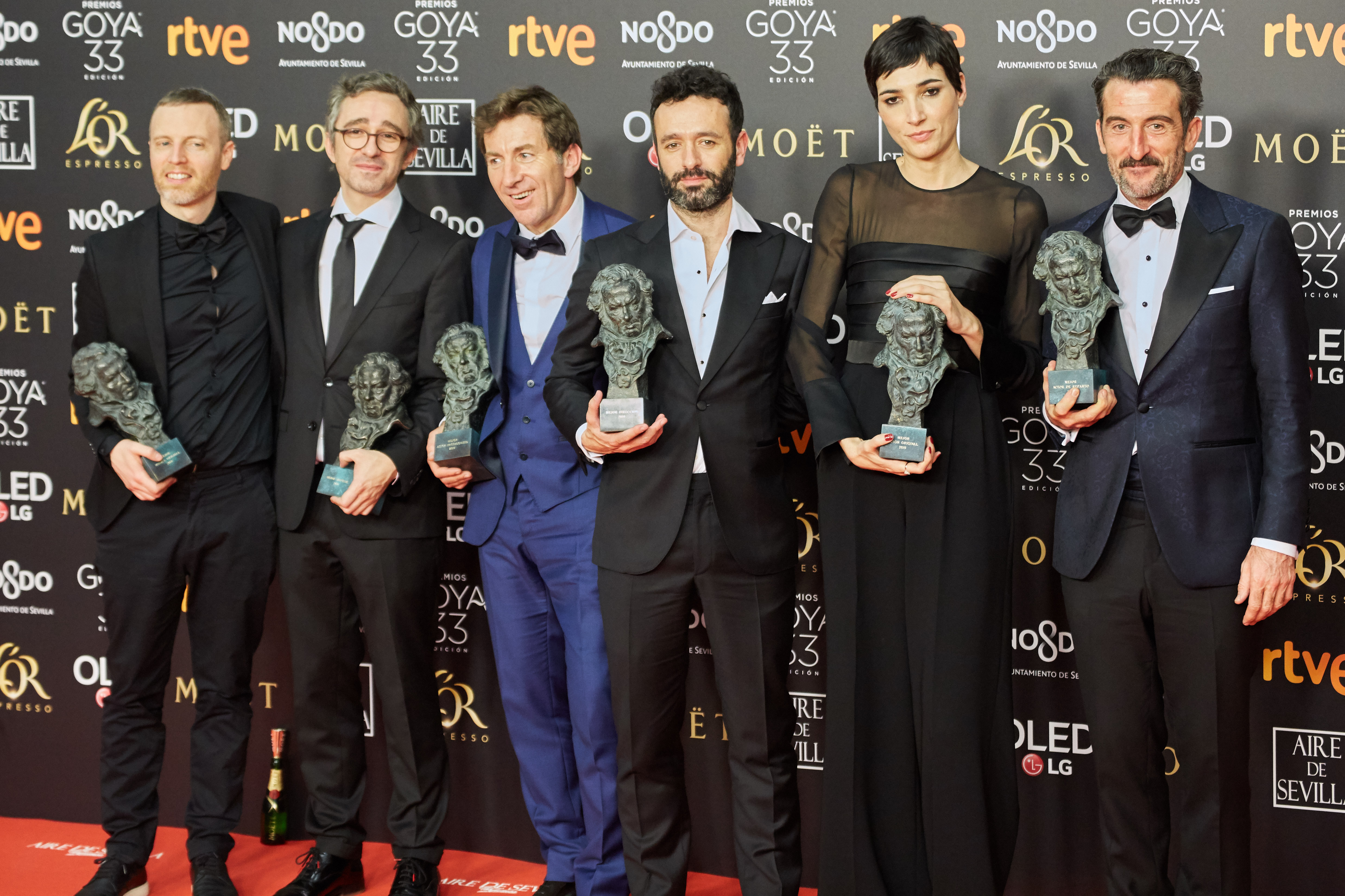
Preisträger für den Gewinner des Abends: Das Politdrama Macht des Geldes

## Gewinner und Nominierte
| Statistik (Filme mit mehr als einer Nominierung) N=Nominierung; A=Auszeichnung |    |   |
| Film                                                                           | N  | A |
| Macht des Geldes                                                               | 13 | 7 |
| Wir sind Champions                                                             | 11 | 3 |
| Carmen & Lola                                                                  | 8  | 2 |
| Offenes Geheimnis                                                              | 8  | 0 |
| Quién te cantará                                                               | 7  | 1 |
| Gun City                                                                       | 6  | 3 |
| El hombre que mató a Don Quijote                                               | 5  | 2 |
| Yuli                                                                           | 5  | 0 |
| Francisco Boix – Der Fotograf von Mauthausen                                   | 4  | 0 |
| Viaje al cuarto de una madre                                                   | 4  | 0 |
| Superlópez                                                                     | 3  | 1 |
| Tage wie Nächte                                                                | 3  | 1 |
| Entre dos aguas                                                                | 2  | 0 |

### Bester Film (Mejor película)
Wir sind Champions (Campeones) – Regie: Javier Fesser
- Carmen & Lola (Carmen y Lola) – Regie: Arantxa Echevarría
- Entre dos aguas – Regie: Isaki Lacuesta
- Macht des Geldes (El reino) – Regie: Rodrigo Sorogoyen
- Offenes Geheimnis (Todos lo saben) – Regie: Asghar Farhadi

### Beste Regie (Mejor dirección)
Rodrigo Sorogoyen – Macht des Geldes (El reino)
- Asghar Farhadi – Offenes Geheimnis (Todos lo saben)
- Javier Fesser – Wir sind Champions (Campeones)
- Isaki Lacuesta – Entre dos aguas

### Beste Nachwuchsregie (Mejor dirección novel)
Arantxa Echevarría – Carmen & Lola (Carmen y Lola)
- César Esteban Alenda und José Esteban Alenda – Sin fin
- Andrea Jaurrieta – Ana de día
- Celia Rico Clavellino – Viaje al cuarto de una madre

### Bester Hauptdarsteller (Mejor actor)
Antonio de la Torre Martín – Macht des Geldes (El reino)
- Javier Bardem – Offenes Geheimnis (Todos lo saben)
- José Coronado – Tu hijo – Sohn der Vergeltung (Tu hijo)
- Javier Gutiérrez – Wir sind Champions (Campeones)

### Beste Hauptdarstellerin (Mejor actriz)
Susi Sánchez – Sunday’s Illness (La enfermedad del domingo)
- Penélope Cruz – Offenes Geheimnis (Todos lo saben)
- Lola Dueñas – Viaje al cuarto de una madre
- Najwa Nimri – Quién te cantará

### Bester Nebendarsteller (Mejor actor de reparto)
Luis Zahera – Macht des Geldes (El reino)
- Antonio de la Torre Martín – Tage wie Nächte (La noche de 12 años)
- Eduard Fernández – Offenes Geheimnis (Todos lo saben)
- Juan Margallo – Wir sind Champions (Campeones)

### Beste Nebendarstellerin (Mejor actriz de reparto)
Carolina Yuste – Carmen & Lola (Carmen y Lola)
- Anna Castillo – Viaje al cuarto de una madre
- Natalia de Molina – Quién te cantará
- Ana Wagener – Macht des Geldes (El reino)

### Bester Nachwuchsdarsteller (Mejor actor revelación)
Jesús Vidal – Wir sind Champions (Campeones)
- Carlos Acosta – Yuli
- Moreno Borja – Carmen & Lola (Carmen y Lola)
- Francisco Reyes – Macht des Geldes (El reino)

### Beste Nachwuchsdarstellerin (Mejor actriz revelación)
Eva Llorach – Quién te cantará
- Gloria Ramos – Wir sind Champions (Campeones)
- Rosy Rodríguez – Carmen & Lola (Carmen y Lola)
- Zaira Romero – Carmen & Lola (Carmen y Lola)

### Bestes Originaldrehbuch (Mejor guion original)
Isabel Peña und Rodrigo Sorogoyen – Macht des Geldes (El reino)
- Arantxa Echevarría – Carmen & Lola (Carmen y Lola)
- Asghar Farhadi – Offenes Geheimnis (Todos lo saben)
- Javier Fesser und David Marqués – Wir sind Champions (Campeones)

### Bestes adaptiertes Drehbuch (Mejor guion adaptado)
Álvaro Brechner – Tage wie Nächte (La noche de 12 años)
- Borja Cobeaga und Diego San José – Superlópez
- Paul Laverty – Yuli
- Natxo López und Marta Sofía Martins – Jefe – Der Chef (Jefe)

### Beste Produktionsleitung (Mejor dirección de producción)
Yousaf Bokhari – El hombre que mató a Don Quijote
- Hanga Kurucz und Eduard Vallès – Francisco Boix – Der Fotograf von Mauthausen (El fotógrafo de Mauthausen)
- Luis Fernández Lago – Wir sind Champions (Campeones)
- Iñaki Ros – Macht des Geldes (El reino)

### Beste Kamera (Mejor fotografía)
Josu Incháustegui – Gun City (La sombra de la ley)
- Álex Catalán – Yuli
- Alejandro de Pablo – Macht des Geldes (El reino)
- Eduard Grau – Quién te cantará

### Bester Schnitt (Mejor montaje)
Alberto del Campo – Macht des Geldes (El reino)
- Javier Fesser – Wir sind Champions (Campeones)
- Fernando Franco – Viaje al cuarto de una madre
- Hayedeh Safiyari – Offenes Geheimnis (Todos lo saben)

### Bestes Szenenbild (Mejor dirección artística)
Juan Pedro de Gaspar – Gun City (La sombra de la ley)
- Benjamín Fernández – El hombre que mató a Don Quijote
- Balter Gallart – Superlópez
- Rosa Ros – Francisco Boix – Der Fotograf von Mauthausen (El fotógrafo de Mauthausen)

### Beste Kostüme (Mejor diseño de vestuario)
Clara Bilbao – Gun City (La sombra de la ley)
- Ana López Cobos – Quién te cantará
- Lena Mossum – El hombre que mató a Don Quijote
- Mercè Paloma – Francisco Boix – Der Fotograf von Mauthausen (El fotógrafo de Mauthausen)

### Beste Maske (Mejor maquillaje y peluquería)
Sylvie Imbert, Pablo Perona und Amparo Sánchez – El hombre que mató a Don Quijote
- Caitlin Acheson, Jesús Martos und Pablo Perona – Francisco Boix – Der Fotograf von Mauthausen (El fotógrafo de Mauthausen)
- Anabel Beato und Rafael Mora – Quién te cantará
- Raquel Fidalgo, Alberto Hortas und Noé Montes – Gun City (La sombra de la ley)

### Beste Spezialeffekte (Mejores efectos especiales)
Laura Pedro und Lluís Rivera – Superlópez
- Óscar Abades und Helmuth Barnert – Macht des Geldes (El reino)
- Félix Bergés und Lluís Rivera – Gun City (La sombra de la ley)
- David Heras und Jon Serrano – Errementari: Der Schmied und der Teufel (Errementari)

### Bester Ton (Mejor sonido)
Roberto Fernández und Alfonso Raposo – Macht des Geldes (El reino)
- Eduardo Castro, Daniel de Zayas und Mario González – Quién te cantará
- Arman Ciudad, Alfonso Raposo und Charly Schmukler – Wir sind Champions (Campeones)
- Pelayo Gutiérrez, Alberto Ovejero und Eva Valiño – Yuli

### Beste Filmmusik (Mejor música original)
Olivier Arson – Macht des Geldes (El reino)
- Xavi Font und Manuel Riveiro – Gun City (La sombra de la ley)
- Alberto Iglesias – Yuli
- Iván Palomares – En las estrellas

### Bester Filmsong (Mejor canción original)
„Este es el momento“ von Coque Malla – Wir sind Champions (Campeones)
- „Tarde azul de abril“ von Roque Baños und Tessy Díez – El hombre que mató a Don Quijote
- „Me vas a extrañar“ von Paco de la Rosa – Carmen & Lola (Carmen y Lola)
- „Una de esas noches sin final“ von Javier Limón – Offenes Geheimnis (Todos lo saben)

### Bester Kurzfilm (Mejor cortometraje de ficción)
Piggy (Cerdita) – Regie: Carlota Pereda
- 9 pasos – Regie: Marisa Crespo und Moisés Romera
- Bailaora – Regie: Rubin Stein
- El niño que quería volar – Regie: Jorge Muriel
- Matria – Regie: Álvaro Gago Díaz

### Bester animierter Kurzfilm (Mejor cortometraje de animación)
Cazatalentos – Regie: José Herrera
- El olvido – Regie: Xenia Grey und Cristina Vaello
- I Wish … – Regie: Víctor L. Pinel
- Soy una tumba – Regie: Khris Cembe

### Bester Dokumentarkurzfilm (Mejor cortometraje documental)
Gaza – Regie: Carles Bover Martínez und Julio Pérez del Campo
- El tesoro – Regie: Néstor Del Castillo und Marisa Lafuente
- Kyoko – Regie: Joan Bover und Marcos Cabotá
- Wan Xia: La última luz del atardecer – Regie: Silvia Rey Canudo

### Bester Animationsfilm (Mejor película de animación)
Un día más con vida – Regie: Raúl de la Fuente und Damian Nenow
- Azahar – Regie: Rafael Ruiz Ávila
- Bikes – Regie: Manuel J. García
- Memorias de un hombre en pijama – Regie: Carlos Fernandez de Vigo

### Bester Dokumentarfilm (Mejor película documental)
El silencio de otros – Regie: Robert Bahar und Almudena Carracedo
- Apuntes para una película de atracos – Regie: Elías León Siminiani
- Camarón: Flamenco y revolución – Regie: Alexis Morante
- Desenterrando Sad Hill – Regie: Guillermo de Oliveira

### Bester europäischer Film (Mejor película europea)
Cold War – Der Breitengrad der Liebe (Zimna wojna), Polen – Regie: Paweł Pawlikowski
- Der seidene Faden (Phantom Thread), Großbritannien – Regie: Paul Thomas Anderson
- Girl, Belgien – Regie: Lukas Dhont
- The Party, Großbritannien – Regie: Sally Potter

### Bester ausländischer Film in spanischer Sprache (Mejor película extranjera de habla hispana)
Roma, Mexiko – Regie: Alfonso Cuarón
- Der schwarze Engel (El Ángel), Argentinien – Regie: Luis Ortega
- Los Perros, Chile – Regie: Marcela Said
- Tage wie Nächte (La noche de 12 años), Uruguay – Regie: Álvaro Brechner

## Ehrenpreis (Goya de honor)
- Narciso Ibáñez Serrador, uruguayisch-spanischer Film- und Fernsehregisseur